# توماس ويزنمان
كان توماس ويزنمان (1759 - 1787) فيلسوفًا ألمانيًا من عصر التنوير، وكان أحد منتقدي كانط ومندلسون أثناء جدل وحدة الوجود. وقد كتب كتاب "Die Resultate der Jacobischer und Mendelsohnischen Philosophie kritisch erläutert von einem Freywilligen". كان ويزنمان من أتباع فريدريش هاينريش ياكوبي، وهو ناقد لعقلانية التنوير.